# Izumiōtsu (Osaka)
Izumiōtsu (泉大津市 Izumiōtsu-shi?) es una ciudad localizada en la prefectura de Osaka, Japón. En julio de 2019 tenía una población estimada de 74.594 habitantes y una densidad de población de 5.213 personas por km². Su área total es de 14,31 km².

## Geografía

### Localidades circundantes
- Prefectura de Osaka
  - Takaishi
  - Izumi
  - Tadaoka

## Demografía
Según datos del censo japonés, la población de Izumiōtsu ha aumentado en los últimos años.
| Año del censo | Población |
| ------------- | --------- |
| 1995          | 68.842    |
| 2000          | 75.091    |
| 2005          | 77.673    |
| 2010          | 77.548    |
| 2015          | 75.897    |